# Julian Schnabel

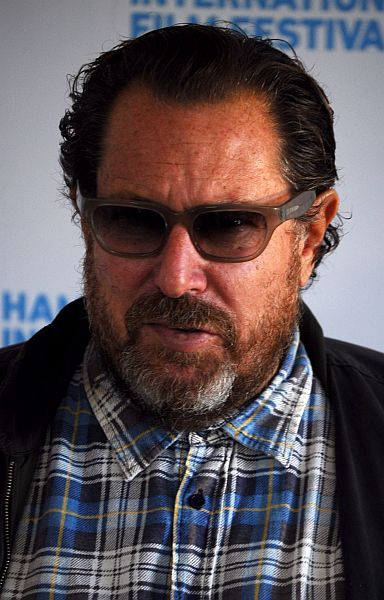
Julian Schnabel (2010)

Julian Schnabel (* 26. Oktober 1951 in New York City, New York) ist ein US-amerikanischer Maler und Filmregisseur.

## Leben und Werk
Der Sohn jüdischer Eltern – sein Vater war ein erfolgreicher Geschäftsmann – wuchs in Brooklyn auf. 1965 übersiedelte seine Familie, der auch noch zwei ältere Geschwister angehören, nach Brownsville, Texas. Nach dem Umzug in die ländliche Umgebung begann Schnabel unter Einsamkeit zu leiden, suchte Trost in der Malerei und verbrachte den Sommer 1969 in San Francisco.
Schnabel studierte von 1969 bis 1973 an der University of Houston in Texas. In den Jahren 1973 und 1974 besuchte er das „Independent Study Program“ am Whitney Museum in New York. 1976 arbeitete er als Koch in „Mickey Ruskin’s Ocean Club Restaurant“, 1976 bis 1979 folgten längere Aufenthalte in Italien, Frankreich und Spanien, 1978 auch in Deutschland.
Er gilt als einer der Hauptvertreter des Neoexpressionismus/New Image Painting. Viele seiner Werke sind auf unebenen Oberflächen von gebrochenem Glas oder Porzellan gemalt. Seit 2010 hängt im Foyer des Opernturms in Frankfurt am Main sein Gemälde Ahab. Es ist auf einer zwölf Meter hohen und dreizehn Meter breiten Fläche aus gebrauchtem Segeltuch gemalt und zeigt einen blutbefleckten schwarzen Wal und einen stilisierten weißen Schwan, jeweils Umkehrungen von Fachbegriffen aus der Finanzwelt: weißer Wal und schwarzer Schwan.
Schnabel hat u. a. auch die Cover der Alben The Raven von Lou Reed und By the Way der Band Red Hot Chili Peppers gestaltet. Letzteres bildet seine Tochter Stella ab, die damals eine Beziehung mit dem Gitarristen der Red Hot Chili Peppers, John Frusciante, unterhielt. 1995 stellte Schnabel ein eigenes Album namens Every Silver Lining Has A Cloud vor, an dem sich die Musiker Bill Laswell, Buckethead, Bernie Worrell und Nicky Skopelitis beteiligten.
Seit Mitte der 1990er Jahre trat Schnabel auch als Regisseur mehrerer Kinofilme hervor. Im Jahr 1996 realisierte er Basquiat, eine Biografie über den Künstler Jean-Michel Basquiat, der von Jeffrey Wright dargestellt wurde. Vier Jahre später folgte Before Night Falls (2000). Dabei schlüpfte der spanische Schauspieler Javier Bardem in die Rolle von Reinaldo Arenas und erhielt dafür eine Oscar-Nominierung. 2007 folgte mit Schmetterling und Taucherglocke ein Porträt von Jean-Dominique Bauby, dem ehemaligen Herausgeber der französischen Elle, der 1995 im Alter von 43 Jahren einen Schlaganfall erlitt, der fast seinen gesamten Körper lähmte. In der Hauptrolle agierte der preisgekrönte französische Schauspieler und Regisseur Mathieu Amalric, nachdem zuvor der US-Amerikaner Johnny Depp als Darsteller gehandelt worden war. Der Film war 2007 im Wettbewerb der 60. Filmfestspiele von Cannes vertreten und brachte Schnabel den Regiepreis ein. 2008 erhielt er außerdem für diese Arbeit den Golden Globe Award für die beste Regie und für den besten fremdsprachigen Film.

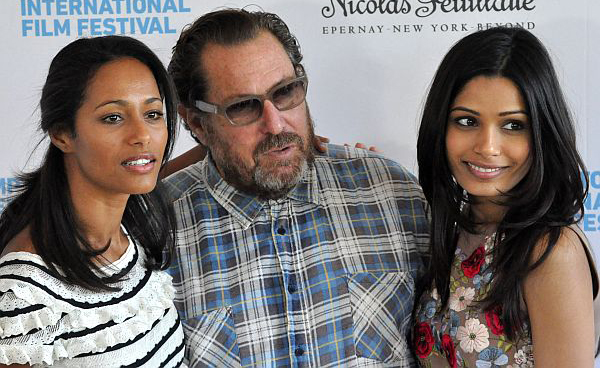
Schnabel mit seiner damaligen Lebensgefährtin Rula Jebreal (li.) und der Miral-Hauptdarstellerin Freida Pinto (2010)

Julian Schnabel war mit der 21 Jahre jüngeren palästinensisch-italienischen Journalistin und Schriftstellerin Rula Jebreal liiert, deren semi-autobiografischen Roman La strada dei fiori di Miral (2004) er 2010 unter dem Titel Miral verfilmte. Der Spielfilm, bei dem Jebreal auch am Drehbuch mitarbeitete, stellt ein junges Mädchen aus dem Dar-Al-Tifl-Waisenhaus in Jerusalem in den Mittelpunkt (gespielt von Freida Pinto), das später als Lehrerin den Widerstand des palästinensischen Volkes kennenlernt. Ab 2012 war er mit dem Model Lykke May Andersen liiert. Andersen wurde 2013 Mutter eines Sohnes. Im Januar 2019 heiratete er Louise Kugelberg. Die Zusammenarbeit mit der Drehbuchautorin begann 2014, mit der Arbeit am Drehbuch von Van Gogh. Aus zwei Ehen Schnabels und seiner Beziehung gingen sechs Kinder hervor. Er besitzt Häuser in New York, Montauk und Spanien, darunter eine ehemalige New Yorker Parfüm-Fabrik, die er in einen venezianischen Palast namens Palazzo Chupi umbauen ließ. Sein Sohn Vito Schnabel ist Kunsthändler.
In dem Dokumentarfilm Julian Schnabel – A Private Portrait des Regisseurs Pappi Corsicato von 2017 erklärt Maler Julian Schnabel über sein künstlerisches Schaffen: „Ich male seit 1979 im Freien. Ich arbeite gern draußen. Am Anfang hat es mich gestört, wenn der Wind ein Bild umwarf oder Grashalme im Wachs kleben blieben. Aber dann merkte ich, dass die Vorteile überwiegen. Man sieht die Bilder aus der Ferne und zu verschiedenen Tageszeiten. Es ist wunderbar, draußen zu sein und den Himmel sehen zu können. Man sieht sein Werk bei schlechtem und gutem Wetter. Wenn man ein Bild draußen malt, sieht es auch drinnen immer gut aus.“
Seit 2020 ist er Mitglied der American Academy of Arts and Letters.

## Filmografie
- 1996: Basquiat
- 2000: Before Night Falls
- 2007: Schmetterling und Taucherglocke (Le scaphandre et le papillon)
- 2007: Lou Reed’s Berlin (Dokumentarfilm)
- 2010: Miral
- 2018: Van Gogh – An der Schwelle zur Ewigkeit (At Eternity’s Gate)
- 2025: In the Hand of Dante

## Schriften
- CVJ – Nicknames of Maitre D’s & Other Excerpts from Life. Random House, New York 1987, ISBN 0-3945-5313-6 (autobiographischer Bildband).
- CVJ – Nicknames of Maitre D’s & Other Excerpts from Life. Popular Edition. Mit e. Nachw. v. Petra Giloy-Hirtz. Hatje Cantz Verlag, Ostfildern 2015, ISBN 978-3-7757-4056-2 (Faksimile der Ausg. v. 1987).